# Aleksandr Belov (politico)
Aleksandr Belov, pseudonimo di Aleksandr Anatolievich Potkin (Mosca, 29 aprile 1976), è un politico russo, neonazista e coordinatore del Consiglio centrale del Movimento contro l'immigrazione illegale (DPNI) (2002-2009), riconosciuto come organizzazione estremista e bandito da una decisione di un tribunale della Federazione russa.
È anche capo del consiglio di sorveglianza nazionale del movimento nazionalista "Russkie" (I russi) dal maggio 2011, organizzazione bandita in Russia nel 2015. In precedenza, era l'addetto stampa dell'organizzazione antisemita "Pamjat'". Dall'ottobre 2014 è in custodia cautelare con l'accusa di reati economici. Già condannato per incitamento all'odio etnico nel 2009, il 24 agosto 2016 è stato condannato a 7,5 anni di prigione per reati finanziari ed estremismo. La condanna viene successivamente ridotta a 3,5 anni ed è tornato in libertà il 13 aprile 2018.
È fra gli organizzatori della manifestazione neonazista che si svolge ogni 4 novembre in Russia, chiamata Marcia Russa..

## Biografia
Aleksandr Anatol'evič Potkin è nato il 29 aprile 1976 a Mosca. Suo padre, Anatolij Ivanovič Potkin, proviene da una famiglia di contadini, è nato nel villaggio di Pëšicha (ora distretto di Krasnobakovskij della regione di Nižnij Novgorod), laureato alla Università russa dell'amicizia fra i popoli, ha lavorato "nel campo delle scienze agrarie". La madre, Svetlana Ivanovna, è nata in una famiglia di contadini nel villaggio di Šachta 54 (ex distretto di Tovarkovskij, ora Bogorodickij rajon dell'oblast' di Tula)
Nelle elezioni del sindaco di Mosca del 1999 ha guidato la campagna elettorale del candidato sindaco di Mosca, presidente di Pamjat', Dmitrij Vasil'ev. Alle elezioni dei deputati della Duma di Stato dell'Assemblea federale della Federazione russa nel 2003, è stato uno dei leader della campagna elettorale dell'ex ministro delle finanze della Federazione russa Boris Grigor'evič Fëdorov. Nelle elezioni presidenziali del 2004, ha preso parte alla nomina di Herman Sterligov. Nel 2005 ha lavorato come capo del dipartimento informativo e analitico del Movimento Agrario Russo - AHRF, Ministro dell'Agricoltura della Russia Aleksej Gordeev. Dal 2005 - Membro del Consiglio politico del Movimento nazionale russo (RNM).
È stato il coordinatore del Centro per le Relazioni Pubbliche del DPNI, Vice Presidente del Consiglio Centrale di Pamjat'.
Ha anche asserito che in senso politico si sente più vicino ai "metodi di Hitler" che "al potere democratico". 

Alla domanda di un giornalista sulla successiva estromissione dei neonazisti dalle elezioni, ha risposto: 
Qualcosa di cui nessuno era preoccupato. Nel complesso, la nazione l'ha sostenuta.
In un'intervista alla rivista Newsweek del 2006, Belov dichiara: "La Russia non ha bisogno di immigrati" e ha poi scandito lo slogan del DPNI: "La Russia è per i russi".
Fino all'aprile 2009 è stato a capo del DPNI. Con l'avvio di un procedimento penale contro di lui nell'aprile 2009, Belov è temporaneamente uscito dal DPNI, "per non mettere in pericolo l'organizzazione".
Dal 3 maggio 2011 diventa secondo vicepresidente del Consiglio della Nazione e presidente del Comitato nazionale di vigilanza dell'associazione politica nazionalista "Russkie".

## Controversie
Diversi sono i riferimenti al suprematismo da parte di Belov, il quale esordisce in questo modo durante le Marcia Russa del 2006, organizzata dal DPNI:
Siamo accusati di voler rendere la Russia "bruna". Non è vero. Vogliamo renderla bianca.
E ancora, un estratto dal suo discorso alla Marcia Russa del 2007:
Libereremo l'Europa! La Russia sarà bianca! Siamo venuti qui per dire semplici parole: siamo stufi del potere degli occupanti, dei conquistatori, e ora basta. Siamo il vero potere, non quelli che si nascondono in questa Torah!
In un'intervista con la rivista "Expert" ha affermato che "Mosca e l'esempio europeo dimostrano che le persone provenienti da diversi luoghi di civiltà non possono vivere insieme".

Parlando di come è diventato nazionalista:
Chiunque studi la storia russa diventerà sicuramente un nazionalista russo. Mio fratello ed io amavamo la storia, poi mi sono imbattuto nei "Protocolli dei Savi di Sion". L'ho letto e ho pensato: wow! Questo che si scopre è il punto! Ma dubitavo: e se fosse uno scherzo? Una donna ebrea ha studiato nella nostra classe e ho deciso di lasciarla leggere. Mi ha chiesto: "Dove l'hai preso? È scritto correttamente!" A questo punto, la strada per Pamjat' era predeterminata per me.
Nella stessa intervista, ha parlato del predominio di "ebrei e omosessuali" nel mondo dello spettacolo, osservando che gli ebrei "hanno molto da imparare" e che considera gli ebrei il popolo indigeno della Russia, poiché la maggior parte di loro "proviene dai chazari." Il 2 settembre 2006, durante il conflitto interetnico a Kondopoga, due rappresentanti del DPNI, tra cui Belov, sono arrivati in città e hanno preso parte a un raduno che ha avuto luogo dopo l'inizio dei disordini e dei pogrom contro le etnie del Caucaso. Il giorno prima, il 31 agosto, in città sono iniziati i pogrom. Il 31 agosto sono state bruciate diverse bancarelle appartenenti a persone del Caucaso. Nella notte tra l'1 e il 2 settembre, il ristorante Čajka è stato incendiato, dove si è verificato un conflitto tra residenti locali e ceceni. Le informazioni sui pogrom sono state caricate su Internet, in particolare sono stati segnalati sul forum del sito Kondopoga e, sulla base delle informazioni pubblicate sul forum cittadino, il sito del Movimento contro l'immigrazione illegale ha pubblicato dato copertura mediatica in tempo reale. Nel novembre 2006, l'ufficio del procuratore della Carelia ha aperto un procedimento penale contro Belov ai sensi dell'articolo 282 del codice penale della Federazione russa ("Incitamento all'odio o all'inimicizia sulla base dell'odio etnico e religioso"). Oltre all'episodio di Kondopoga, le sue apparizioni televisive compaiono nel procedimento penale, in cui, secondo le indagini, ha deliberatamente rilasciato dichiarazioni che sminuiscono la dignità delle persone "sulla base della nazionalità". Nel maggio 2007 le accuse sono state ritirate e il procedimento penale è stato chiuso per mancanza di corpus delicti.
Nel 2007 viene negata la partecipazione ad Aleksandr Potkin al programma "School of Scandal", secondo l'ospite del programma Avdot'ja Smirnova, "L'amministrazione presidenziale ha ritenuto che qualsiasi apparizione di Potkin sullo schermo non fa che aumentare la sua popolarità", il quale è percepito come un "piccolo Fuhrer".

## Procedimenti penali
Nel novembre 2008 è stato avviato un procedimento penale contro Belov ai sensi dell'art. 282 del codice penale della Federazione Russa ("Incitamento all'odio o all'inimicizia, nonché umiliazione della dignità umana"). L'ufficio del pubblico ministero ha citato il discorso di Belov alla Marcia Russa del 4 novembre 2007 che incitava all'odio etnico.
Il 6 dicembre 2008, a Ljubercy, vicino a Mosca, Belov subisce un'aggressione, a seguito della quale riporta diverse ferite.
Il 28 maggio 2009, il tribunale Dorogomilovskij di Mosca ha condannato Belov a un anno e mezzo di libertà vigilata per incitamento all'odio etnico. La corte ha riconosciuto che Belov, in una manifestazione il 4 novembre 2007, "ha fatto osservazioni offensive nei confronti degli ebrei e dei rappresentanti dei popoli della Transcaucasia e dell'Asia centrale".
Il 20 marzo 2014, gli investigatori hanno perquisito l'appartamento dello stesso Belov e l'appartamento dei suoi genitori. Il 15 ottobre dello stesso anno è stato arrestato dai dipendenti del Ministero degli affari interni nell'ambito delle indagini su un procedimento penale per appropriazione indebita di 5 miliardi di dollari da parte di depositanti della BTA Bank. L'inchiesta sospetta che Aleksandr Potkin e i suoi collaboratori, per conto dell'ex proprietario della banca Muxtar Äblyazov, abbiano gestito per diversi anni beni sotto forma di appezzamenti di terreno illegalmente ritirati dalla struttura finanziaria nella regione di Mosca.
Il 19 agosto 2015 è stato aperto un procedimento penale contro Aleksandr Belov ai sensi dell'articolo 282 del codice penale della Federazione Russa. Il motivo dell'avvio del caso è stato l'esame della registrazione di un video in cui il politico “ha effettuato appelli ad azioni estremiste”. A settembre è stato accusato di aver creato una comunità estremista che mirava a rovesciare il regime di Nursultan Nazarbaev in Kazakistan.
Potkin è accusato ai sensi degli articoli 282 (incitamento all'odio interetnico), 280 (creazione di una comunità estremista), 280.1 (chiamate pubbliche per attività estremiste) e 174 codice penale della Federazione Russa (legalizzazione del denaro ottenuto da criminali). Il caso è stato ascoltato presso il tribunale distrettuale Meščanskij di Mosca.
Il 24 agosto 2016, Aleksandr Potkin è stato condannato a 7,5 anni di carcere e una multa di 600.000 rubli, e al risarcimento della BTA Bank per quasi 5 miliardi di rubli. La condanna per estremismo è stata ridotta a 3,5 anni ed è scaduta il 13 aprile 2018.
Nel febbraio 2024, Alexander Potkin detto Belov venne inserito nella lista dei ricercati. Ciò è legato alla riapertura di un caso del 2015 in cui è stato rivelato un altro episodio di riciclaggio di denaro. Il 14 agosto 2024, il tribunale Zamoskvoretsky di Mosca ordinò l'arresto di Potkin in contumacia. Non si sa dove si trovi in questo momento; l'inchiesta ha rivelato informazioni secondo cui nel 2022 Potkin volò in Turchia, passando per Minsk in Bielorussia.